# Аквакалда (Ређо ди Калабрија)
Аквакалда (итал. Acquacalda) је насеље у Италији у округу Ређо ди Калабрија, региону Калабрија.
Према процени из 2011. у насељу је живело 226 становника. Насеље се налази на надморској висини од 432 м.